# Channay-sur-Lathan
Channay-sur-Lathan ist eine französische Gemeinde mit 809 Einwohnern (Stand 1. Januar 2022) im Département Indre-et-Loire in der Region Centre-Val de Loire. Sie gehört zum Arrondissement Chinon und zum Kanton Langeais. Die Einwohner werden Chanéens genannt.

## Geographie
Die Gemeinde Channay-sur-Lathan liegt an der Grenze zum Département Maine-et-Loire, etwa 34 Kilometer westnordwestlich von Tours und 60 Kilometer östlich von Angers. Entlang der südöstlichen Gemeindegrenze verläuft der Fluss Lathan. Umgeben wird Channay-sur-Lathan von den Nachbargemeinden Saint-Laurent-de-Lin im Norden, Courcelles-de-Touraine im Osten, Savigné-sur-Lathan im Südosten, Hommes im Südosten und Süden, Rillé im Süden sowie Noyant-Villages im Westen.

## Bevölkerungsentwicklung
| Jahr                       | 1962 | 1968 | 1975 | 1982 | 1990 | 1999 | 2006 | 2012 | 2021 |
| Einwohner                  | 773  | 792  | 666  | 569  | 578  | 595  | 755  | 832  | 802  |
| Quellen: Cassini und INSEE |      |      |      |      |      |      |      |      |      |

## Sehenswürdigkeiten
- Kirche Saint-Quentin, seit 1948 Monument historique
- Herrenhaus Le Mesnil, Wohnhaus aus dem 17. Jahrhundert, seit 1948 Monument historique
- Herrenhaus Les Hayes, Turm aus dem 15. Jahrhundert, Kapelle aus dem 17. Jahrhundert, seit 1948 Monument historique
- Herrenhaus La Barrée aus dem 16. Jahrhundert
- Wasserturm

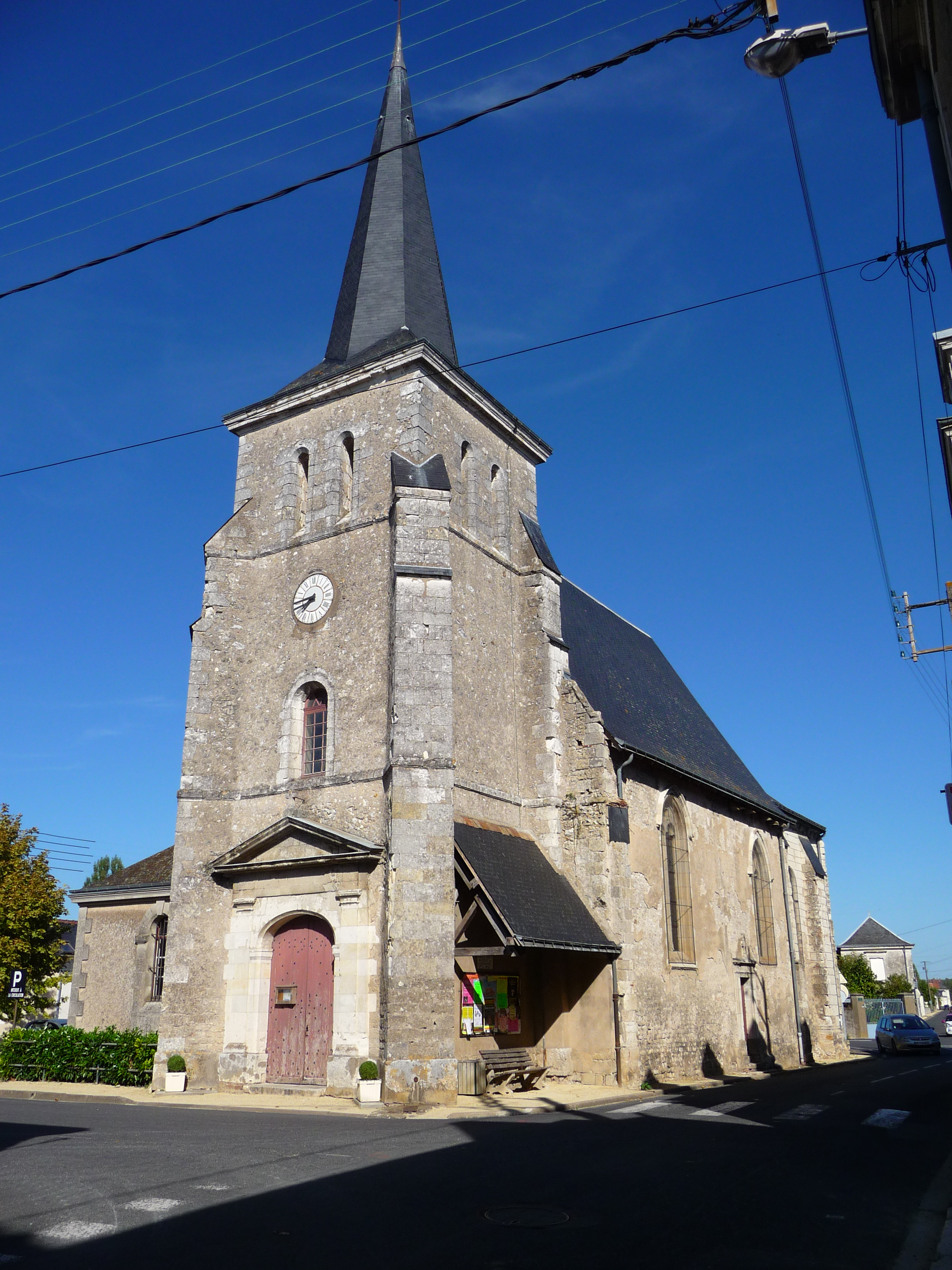
Kirche Saint-Quentin
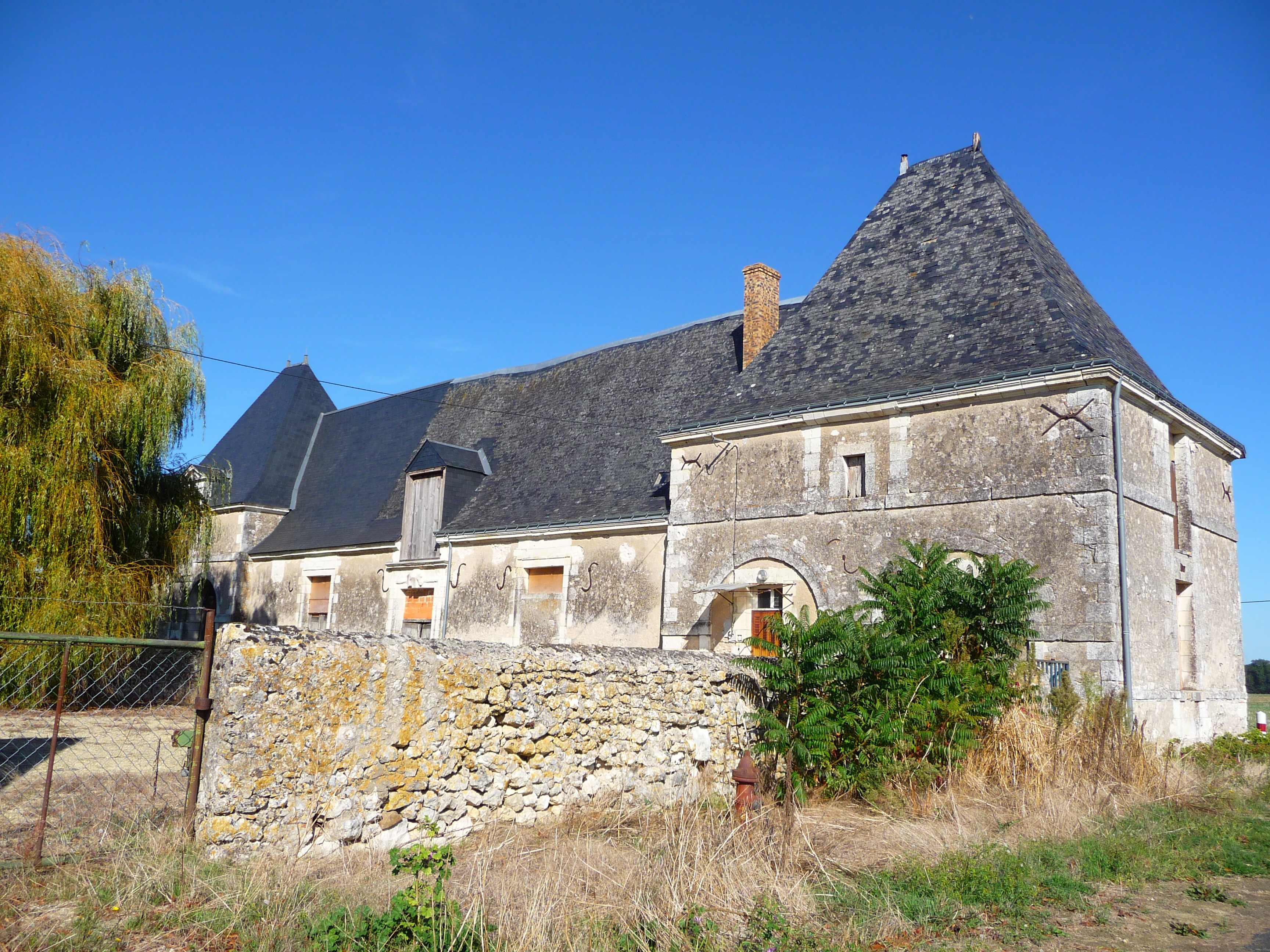
Herrenhaus Le Mesnil